# Nuoto in acque libere ai campionati mondiali di nuoto 2011 - 10 km maschili
La gara dei 10 km in acque libere maschile ai campionati mondiali di nuoto 2011 si è svolta la mattina del 20 luglio 2011 nel mare di fronte a Jinshan City Beach, la spiaggia del distretto di Jinshan, di Shanghai, in Cina, e vi hanno partecipato 68 atleti.

## Medaglie
| Posizione | Atleta              | Paese    |
| --------- | ------------------- | -------- |
| Oro       | Spyridōn Gianniōtīs | Grecia   |
| Argento   | Thomas Lurz         | Germania |
| Bronzo    | Sergej Bol'šakov    | Russia   |

## Risultati
| Pos. | Atleta                       | Nazionalità | Tempo               |
| ---- | ---------------------------- | ----------- | ------------------- |
|      | Spyridōn Gianniōtīs          | Grecia      | 1:54:24.7           |
|      | Thomas Lurz                  | Germania    | 1:54:27.2           |
|      | Sergej Bol'šakov             | Russia      | 1:54:31.8           |
| 4    | Alex Meyer                   | Stati Uniti | 1:54:33.1           |
| 5    | Ky Hurst                     | Australia   | 1:54:33.9           |
| 6    | Francisco Jose Hervas Jodar  | Spagna      | 1:54:34.3           |
| 7    | Brian Ryckeman               | Belgio      | 1:54:36.1           |
| 8    | Julien Sauvage               | Francia     | 1:54:37.2           |
| 9    | Vladimir Djatčin             | Russia      | 1:54:38.7           |
| 10   | Andreas Waschburger          | Germania    | 1:54:39.8           |
| 11   | Valerio Cleri                | Italia      | 1:54:41.2           |
| 12   | Tom Vangeneugden             | Belgio      | 1:54:43.5           |
| 13   | Jurij Kudinov                | Kazakistan  | 1:54:45.1           |
| 14   | Sergej Fesenko               | Azerbaigian | 1:54:45.2           |
| 15   | Daniel Lee Fogg              | Regno Unito | 1:54:46.9           |
| 16   | Sebastien Fraysse            | Francia     | 1:54:50.2           |
| 17   | Richard Weinberger           | Canada      | 1:54:51.3           |
| 18   | Guillermo Bertola            | Argentina   | 1:54:54.9           |
| 19   | Ihor Snitko                  | Ucraina     | 1:54:55.6           |
| 20   | Chad Ho                      | Sudafrica   | 1:54:58.6           |
| 21   | Ihor Červyns'kyj             | Ucraina     | 1:54:58.7           |
| 22   | Luis Ricardo Escobar Torrers | Messico     | 1:54:59.5           |
| 23   | Antonis Fokaidis             | Grecia      | 1:55:02.1           |
| 24   | Zhang Zibin                  | Cina        | 1:55:20.2           |
| 25   | Sean Ryan                    | Stati Uniti | 1:55:35.7           |
| 26   | Thomas James Allen           | Regno Unito | 1:55:37.4           |
| 27   | Petar Stojčev                | Bulgaria    | 1:55:39.5           |
| 28   | Luca Ferretti                | Italia      | 1:55:45.2           |
| 29   | Saleh Mohamed                | Siria       | 1:55:47.6           |
| 30   | Rhys Mainstone               | Australia   | 1:55:51.5           |
| 31   | Ivan Enderica                | Ecuador     | 1:55:51.9           |
| 32   | Jan Posmourny                | Rep. Ceca   | 1:56:50.2           |
| 33   | Chris Bryan                  | Irlanda     | 1:56:52.8           |
| 33   | Erwin Maldonado              | Venezuela   | 1:56:52.8           |
| 35   | Csaba Gercsák                | Ungheria    | 1:56:58.9           |
| 36   | Yasunari Hirai               | Giappone    | 1:58:19.2           |
| 37   | Yuval Safra                  | Israele     | 1:58:48.3           |
| 38   | Troy Prinsloo                | Sudafrica   | 1:58:48.5           |
| 39   | Hector Ruis Perez            | Spagna      | 1:59:15.5           |
| 40   | Damián Blaum                 | Argentina   | 1:59:44.1           |
| 41   | Jiang Tiansheng              | Cina        | 2:00:45.0           |
| 42   | Rok Kerin                    | Slovenia    | 2:01:04.7           |
| 43   | Johndry Segovia              | Venezuela   | 2:01:17.2           |
| 44   | Gergely Kutasi               | Ungheria    | 2:02:17.2           |
| 44   | Samuel de Bona               | Brasile     | 2:02:17.2           |
| 46   | Alvaro Trewhela              | Cile        | 2:03:20.4           |
| 47   | Arseniy Lavrentyev           | Portogallo  | 2:03:51.9           |
| 48   | Mazen Mohamed Aziz           | Egitto      | 2:03:52.4           |
| 49   | Aimeson King                 | Canada      | 2:04:00.1           |
| 50   | Allan do Carmo               | Brasile     | 2:05:42.5           |
| 51   | Josip Soldo                  | Croazia     | 2:08:12.9           |
| 52   | Islam Mohsen                 | Egitto      | 2:11:37.2           |
| 53   | Mussallam Al Khaduri         | Oman        | 2:11:41.2           |
| 54   | Mandar Divase                | India       | 2:12:15.8           |
| 55   | Yuen Marcus Yat Ho           | Hong Kong   | 2:12:23.9           |
| 56   | Mohammed Al-Habsi            | Oman        | 2:12:25.8           |
| 57   | Tomislav Soldo               | Croazia     | 2:12:30.2           |
| 58   | Kevin Basquez                | Guatemala   | 2:13:19.2           |
| 59   | Ricky Anggawijaya            | Indonesia   | 2:13:47.4           |
| 60   | Arnoczy Kusadewa Pratama     | Indonesia   | 2:13:48.4           |
| 61   | Bekše Žumagali               | Kazakistan  | 2:18:29.3           |
| 62   | Ling Tin Yu                  | Hong Kong   | 2:20:13.8           |
| –    | Jeffry Villalobos            | Costa Rica  | fuori tempo massimo |
| –    | Sufyan Shaikh                | India       | fuori tempo massimo |
| –    | Santiago Enderica            | Ecuador     | ritirato            |
| –    | Ivan de Jesus Lopez Ramos    | Messico     | ritirato            |
| –    | Rostislav Vitek              | Rep. Ceca   | ritirato            |
| –    | Rodolfo Sanchez              | Costa Rica  | non partito         |